# Mladkov (Boskovice)
Mladkov (německy Mlatkau) je vesnice, část města Boskovice v okrese Blansko. Nachází se asi 3 km na západ od Boskovic. Prochází zde silnice II/150. Je zde evidováno 115 adres. Trvale zde žije 299 obyvatel.
Mladkov leží v katastrálním území Mladkov u Boskovic o rozloze 2,48 km2.
Nedaleko obce byl za druhé světové války vybudován pracovní tábor Heidelberg.